# Hoverden-Plencken

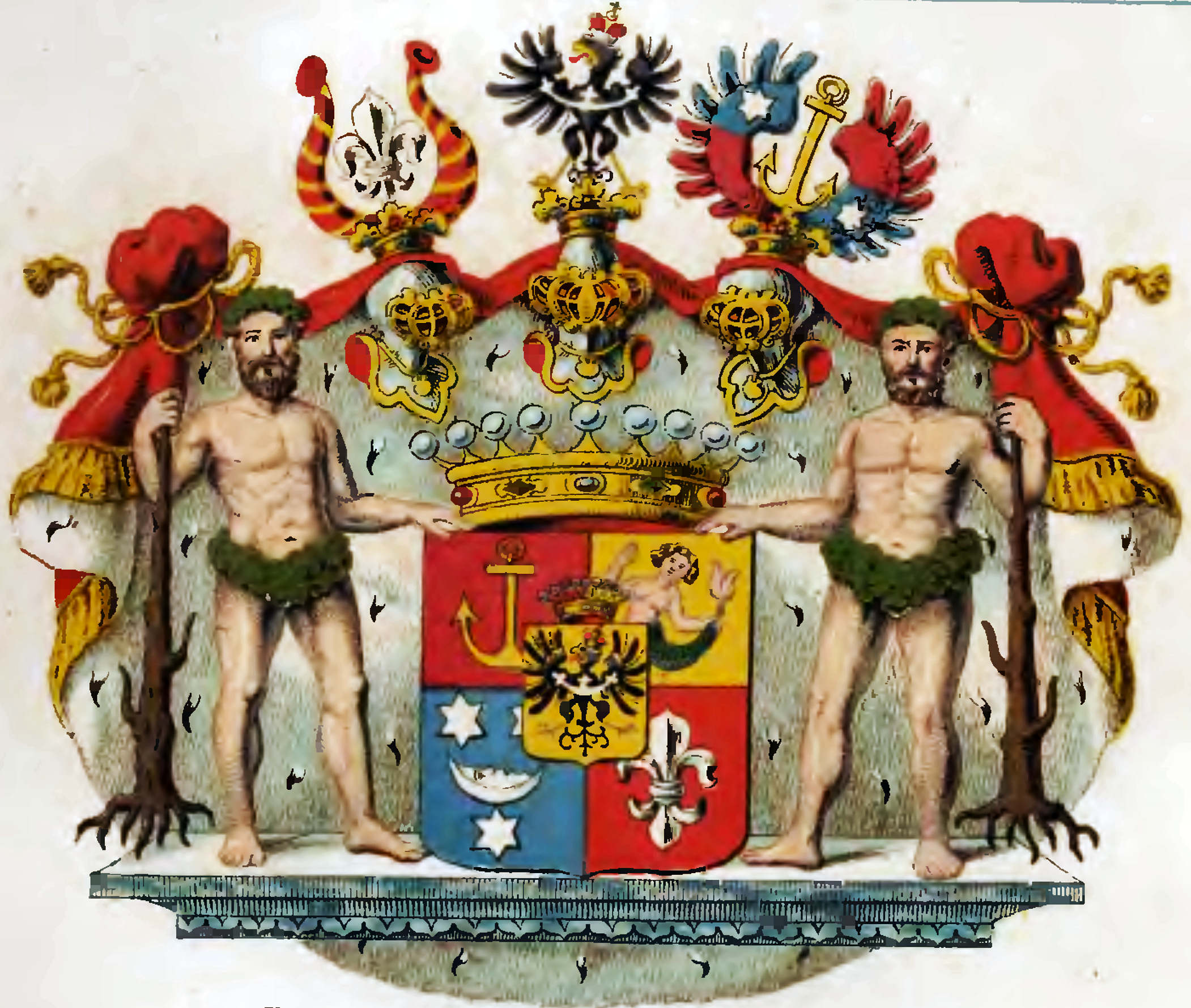
Wappen der Grafen von Hoverden-Plancken im Schlesischen Wappenbuch (Feld 1 fälschlicherweise in Rot anstatt Schwarz)

Hoverden-Plencken (Grafen von Hoverden, Freiherren von Plencken) ist der Name eines westfälischen Adelsgeschlechts.

## Geschichte
Das Geschlecht stammt aus Warburg. Es geht jedoch zurück auf das westfriesische Adelsgeschlecht der Howerda, dessen Geschichte in der Mitte des 14. Jahrhunderts mit Menno Howerda, Ebbos Sohn, Häuptling von der Münte an der Westküste des Dollarts, beginnt. 
Ein Nachkomme dieses Menno Howerda, Snelger Howerda, Sohn des Keno Howerda, verkaufte 1595 seine Güter der Stadt Emden und da er und seine Brüder kinderlos verstarben, starben die Howerda in den Frieslanden aus, während Egher Howerda, ein älterer Bruder des Keno Howerda, den Stamm in Westfalen fortsetzte. Er besaß durch seine Ehefrau, Eweler Granwerth, das Gut Schwege im Niederstift Münster und erwarb, nachdem er von dem Drosten zu Cloppenburg, Johann von Dincklage, von diesem Besitz gewaltsam vertrieben worden war, von den Grafen von Callenberg die Holsterburg bei Warburg. Die Burg wurde im Dreißigjährigen Krieg zerstört. Eghers Sohn, Friedrich Howerda, flüchtete nach Warburg, verlor aber, als diese Stadt 1632 durch die Hessen eingenommen und niedergebrannt wurde, sein gesamtes Vermögen, so dass die Holsterburg nicht wieder aufgebaut werden konnte. Friedrichs Sohn, Johann, musste in Warburg bleiben, wurde dort Bürgermeister und vermählte sich mit Anna Weddig, Tochter des Johann Weddig, Burggraf von Warburg. Letztere war vorher mit Bernhard Pleging, Ratsherr zu Warburg, vermählt, aus welcher Ehe ein Sohn, Johann Adrian Pleging (1635–1719), kaiserlich-königlicher Wirklicher Geheimrat und Oberamtskanzler in Schlesien entspross. Dieser wurde am 16. Oktober 1667 unter dem Namen „von Plenkh“ in den Ritterstand und am 25. Oktober 1678 unter dem Namen „von Plencken“ (Plenken) in den Freiherrenstand erhoben.
Nach seinem kinderlosen Tod am 8. April 1719 fiel sein Vermögen an die Kinder seines 1711 in der Diemel ertrunkenen Stiefbruders Johann Friedrich Howerd, Johann Joseph Howerd, kaiserlicher Oberamtsrat, und Johann Adrian Howerd. Johann Joseph wurde zusammen mit seinem Neffen  Johann Philipp Joseph Howerd (nach anderen Quellen: Johann Joseph mit seinem Bruder Johann Adrian/Adrian Bernhard) am 13. Juli 1721 unter dem Namen „Hoverden“ mit dem Beinamen „von Plencken“ in den Böhmischen Ritterstand erhoben. 32 Jahre später wurde Johann Philipp Joseph von Hoverden-Plencken am 19. November 1753 von König Friedrich II. in den Freiherrenstand erhoben. Da aber beide, Johann Joseph und Johann Philipp Joseph Hoverden-Plencken, ohne Nachkommen verstarben, erhielt die Schwester des Johann Philipp Joseph, Christine, die mit ihrem Vetter Ignatz Howerd, Sohn Bernhard Howerds und Brudersohn des erwähnten Johann Joseph, vermählt war, die Familienerbgüter. Um den Besitz für die Nachkommen zu sichern, stiftete Christine, deren Ehemann am 15. Oktober 1786 in den Preußischen Grafenstand erhoben worden war, ein Majorat und zwar zunächst für die Grafen von Hoverden, im Falle des Aussterbens des Mannesstamms aber für den ältesten Sohn der dem letzten Besitzer zunächststehenden weiblichen Hoverden unter Annahme des Namens „Hoverden“.

## Stammbaum
Die Stammfolge der Grafen von Hoverden-Plencken stellt sich wie folgt dar:
- Ignatz von Howerd (1717–1786), erster Graf von Hoverden-Plencken, ⚭ Christine von Howerd-Plencken
  - Johann Adrian Philipp Anton von Hoverden-Plencken (1750–1831), erster Majoratsherr, ⚭ Theresia Gräfin von Wengerski (1756–1809)
    - Johann Adrian Emanuel von Hoverden-Plencken (1777–1841), zweiter Majoratsherr, königlich-preußischer Kammerherr, Geheimer Regierungsrat, ⚭ Josepha Gräfin von Haugwitz (* 1779)
      - Johann Adrian Eduard von Hoverden-Plencken (1797–1872), dritter Majoratsherr, Schriftsteller, Mitglied des Preußischen Herrenhauses, ⚭ I. Henriette Freiin von Falkenhausen-Trautskirchen (1797–1884) 
        - Johann Adrian Hermann von Hoverden-Plencken (1819–1900) ⚭ 1848 Aglaja Gräfin von Strachwitz (1825–1903)
          - Johann Adrian Petrus Ladislaus von Hoverden-Plencken (1858–1909) ⚭ Franziska Ottilie Hubertine Josefine von Niesewand (1858–1935)
          - Magdalena Attala von Hoverden-Plencken

        - Anna von Hoverden-Plencken (1820–1906), 1861–1883 Hofdame von Luise von Preußen (1829–1901)
        - Elisabeth von Hoverden-Plencken (1823–1902)

      - Johann Adrian Joseph Graf von Hoverden-Plencken (1798–1875)Johann Adrian Joseph von Hoverden-Plencken (1798–1875), königlich-preußischer Kammerherr, Vorsitzender des Vereins für das Museum Schlesischer Altertümer und Direktor des Credit-Instituts für Schlesien, ⚭ I. Bertha Gräfin York von Wartenburg († 1819), ⚭ II. 1823 Maria Clara Johanna Seraphine von Matuschka (1801–1873)
      - Maria von Hoverden-Plencke (* 1801)
      - Anna von Hoverden-Plencken (1803–1852) ⚭ 1824 Theodor von Matuschka (1795–1875)
      - Johann Carl Adrian von Hoverden-Plencken (1806–1885)
      - Agnes von Hoverden-Plencken (* 1809)
      - Theckla von Hoverden-Plencken (* 1810)
      - Paula (Paulowna) von Hoverden-Plencken (1813–1885) ⚭ Friedrich Wilhelm Heinrich Martin Franz Xaver Graf von Preysing-Lichtenegg (1792–1850)
      - Julie von Hoverden-Plencken (* 1814)
      - Luitgarde von Hoverden-Plencken (1816–1888) ⚭ Ernst von Wrochem

    - Aloysia von Hoverden-Plencken (1778–1852) ⚭ Johann Anton von Saurma (1779–1836)
    - Philippine von Hoverden-Plencken (1780–1839) ⚭ Graf Henry Cappy (1771–1824)
    - Clementine von Hoverden-Plencken (1783–1859) ⚭ Joseph von Matuschka († vor 2. Juli 1829)
    - Julie von Hoverden-Plencken (1788–1849) ⚭ Gustav Maria von Matuschka (1793–1868), königlich-preußischer Landrat und Major des 7. Landwehr-Infanterie-Regiments

Besitz hatte die Familie neben der Holsterburg im Paderbornschen auch in Schlesien in Heidau (Ohlau) (1722–1850), Herzogswaldau (Grottkau) (1830–1855), Hünern (Ohlau) (1722–1850), Kryschanowitz (Kreis Trebnitz) (1722), Mangschütz (Brieg) (1786) und Thauer (Steinau) (1830–1855). Heidau und Kryschanowitz waren ehemals Güter des o. g. Freiherrn Johann Adrian von Plencken (1635–1719).

## Persönlichkeiten
- Johann Adrian Eduard von Hoverden-Plencken (1797–1872), Schriftsteller, Mitglied des Preußischen Herrenhauses
- Johann Adrian Emanuel von Hoverden-Plencken (1777–1841), Landrat
- Johann Adrian Hermann von Hoverden (1819–1900), Altertumsforscher und Politiker
- Johann Adrian Philipp Anton von Hoverden (1750–1831), Kammerherr und Landrat

## Wappen
Blasonierung des Grafenwappens (1786): Quadriert mit goldenen Herzschild, welcher mit einer Grafenkrone bedeckt ist und den, auf der Brust mit silbernen Kleemond und Kreuzchen belegten schlesischen schwarzen Adler enthält. Feld 1 in Schwarz ein pfahlweis gestellter goldener Anker; Feld 2 in Gold eine gekrönte Seejungfrau mit emporgereckten Armen; Feld 3 in Blau drei (2:1) silberne Sterne, dazwischen ein silberner  Halbmond mit den Spitzen nach oben; Feld 4 in Rot eine silberne Lilie. Drei Helme: I. gekrönt mit rot-silbernen Helmdecken die silberne Lilie zwischen zwei von Silber und Rot übereck geteilten Büffelhörnern; II. mit schwarz-goldenen Decken eine runde goldene Scheibe, in welcher der schlesische Adler, vor einem ausgebreiteten Pfauenschweif; III. gekrönt mit blau-silbernen Decken die Seejungfrau wachsend den goldenen Anker haltend zwischen einem offenen von Schwarz und Blau übereck geteilten Flug, die blauen Felder mit einem silbernen Stern belegt.
Das Grafenwappen derer von Hoverden-Plencken ist angelehnt an die Wappen der Ritter von Plenkh (1667) und der Freiherren von Plencken (1678):

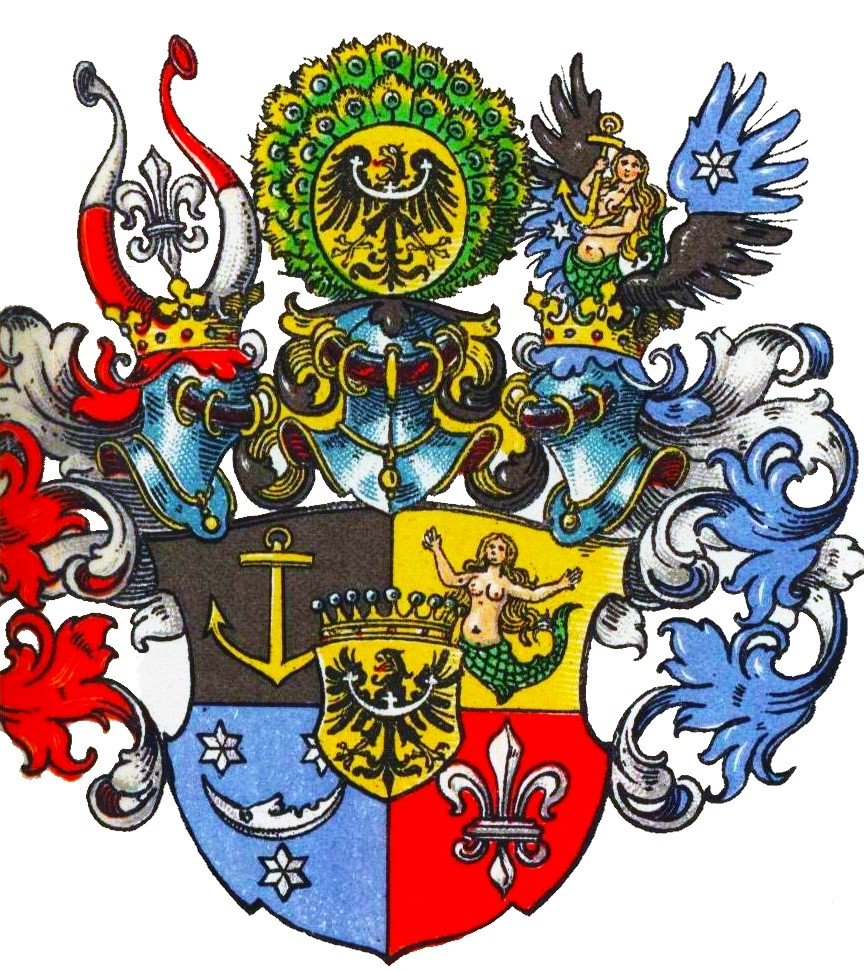
Wappen der Grafen von Hoverden-Plancken im Wappenbuch des Westfälischen Adels
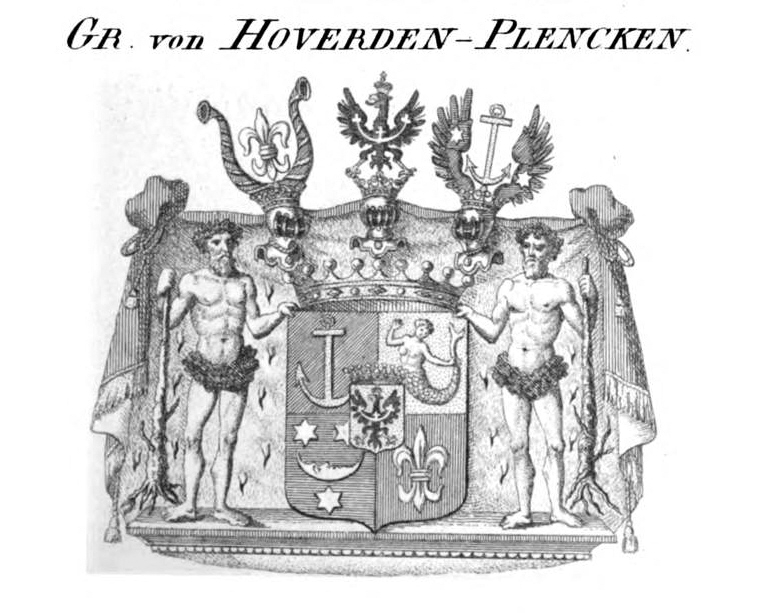
Wappen der Grafen von Hoverden-Plencken bei Tyroff
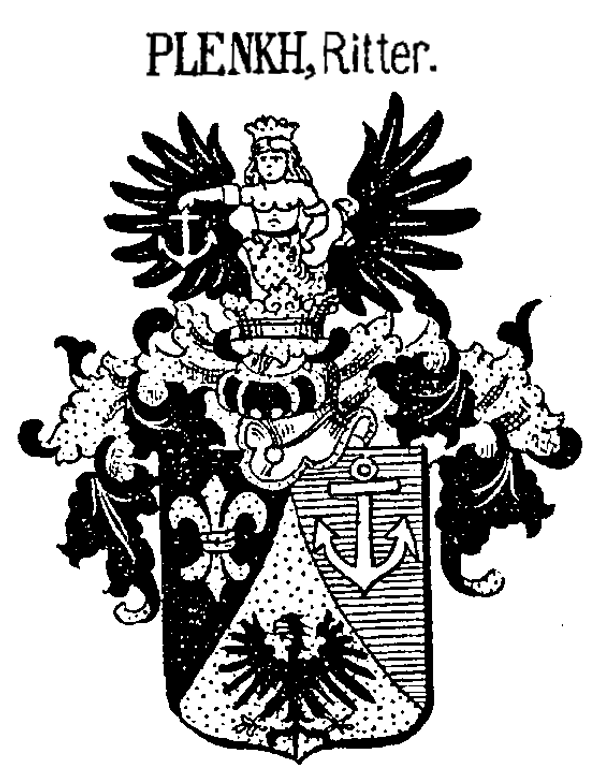
Wappen der Ritter von Plenkh in Siebmachers Wappenbuch
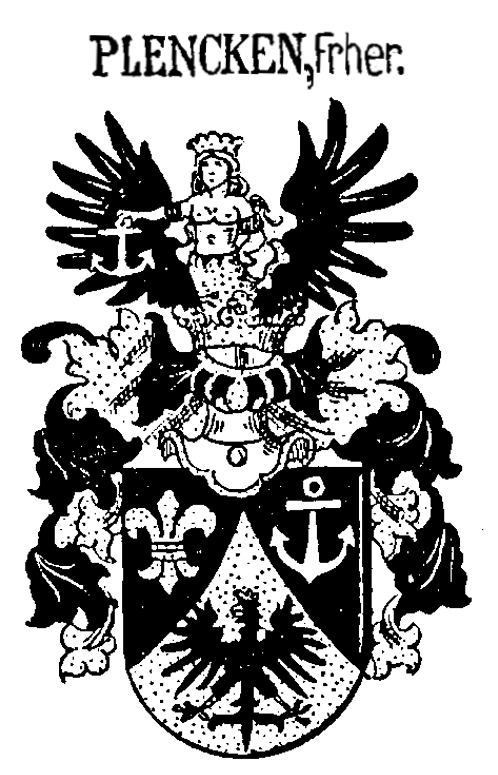
Wappen der Freiherren von Plencken in Siebmachers Wappenbuch